# Conioptilon mcilhennyi
Conioptilon mcilhennyi е вид птица от семейство Котингови (Cotingidae), единствен представител на род Conioptilon.

## Разпространение
Видът е разпространен в Боливия, Бразилия и Перу.